# Песня одной ночи
«Песня одной ночи», также известен как «Песнь ночи» (нем. Das Lied einer Nacht, в прокате СССР — «Под чужим именем») — немецкий художественный фильм, снятый в жанре музыкальной комедии. Постановку осуществил выходец из Российской империи, а в будущем голливудский кинорежиссёр Анатоль Литвак. В главной роли польский певец-тенор Ян Кепура.

## Сюжет
Главный герой фильма Энрико Ферраро — звезда оперной сцены. Он даёт один концерт за другим, о чём заботится его импресарио. Сам же Энрико устал от постоянных гастролей, ему хочется сделать хоть небольшую передышку. На вокзале, где он должен был сесть на поезд до Бухареста (город его очередного выступления), ему удаётся улизнуть от своей строгой дамы-импресарио и сесть в другой состав, который увозит его на один из швейцарских курортов. В поезде он знакомится с неким господином Корецким (брачным аферистом, о чём наш герой пока не знает), который похож на него лицом и фигурой, вот только голоса нет. Так или иначе, но местные власти, прознавшие о приезде в их город знаменитости, в результате случайности принимают за Энрико Ферраро не его самого, а так похожего на него Корецкого. Нашему герою это только на руку и он решил воспользоваться подобной ситуацией, чтобы пожить хоть какое-то время без лишнего к себе внимания. Так он становится секретарём знаменитого певца, а Корецкий занимает его  место.
Энрико знакомится с красивой девушкой Матильдой, дочерью хозяина курорта. Она нравится ему, но он не спешит открыться ей. На приёме, устроенном городскими властями в честь знаменитого тенора, несмотря на все уговоры, «звёздный гость» отказывается от выступления, сославшись на простуду и больное горло. Когда же «певца» попросила спеть только для неё красавица Матильда, Корецкий с Ферраро разыгрывают небольшой спектакль. Стоя под балконом Матильды, выдающий себя за певца Корецкий якобы исполняет для неё серенаду. На самом деле он только раскрывает рот, а поёт стоящий в тени Энрико. Тем не менее, Матильда разгадывает обман. В это время местная полиция, шедшая по следу афериста Корецкого, в результате возникшей путаницы с поменявшимися местами героями, арестовывает вместо Корецкого самого Энрико Ферраро. Только его голос может доказать его невиновность. Ферраро поёт в полицейском участке и его голос лучше любого документа отождествляет личность. Полиция арестовывает настоящего Корецкого, а Матильда влюбляется в настоящего Ферраро.

## В ролях
- Ян Кепура — Энрико Ферраро
- Магда Шнайдер — Матильда Патегг
- Фриц Шульц — Александр Корецкий
- Отто Валльбург — Патегг
- Ида Вюст — фрау Патегг
- Марго Лион — менеджер Ферраро
- Юлиус Фалькенштейн — Бальтазар, слуга Ферраро

## Премьеры
- Веймарская республика — национальная премьера фильма состоялась 27 мая 1932 года в Берлине[1].
- — с 26 октября 1932 года фильм шёл на киноэкранах Венгрии[1].
- СССР — в советском прокате с 10 июня 1933 года. Субтитры — «Союзинторгкино», 1933 г.[2].
- СССР — на экранах СССР повторно демонстрировался с 17 января 1949 год уже как трофейный фильм вместе с целой обоймой зарубежных кинолент, вывезенных из побеждённой Германии. На сей раз фильм был дублирован на к/ст. им. М. Горького, 1948, р/у 982/48[2].

## Номинации
- 1-й Венецианский кинофестиваль (1932)

- участие в фестивальном показе (призы тогда ещё не присуждались).

## О фильме
Съёмки проходили в Лугано и в Локарно (Швейцария). Как это было принято в первые годы звукового кино, когда ещё не научились дублировать фильмы, делались версии картины на других языках. В переснятых версиях «Песни одной ночи» на французском (La chanson d'une nuit) и английском (Tell Me Tonight) языках играли те же актёры Ян Кепура и Магда Шнайдер.